# OCI (koppeling)
OCI is de afkosting voor Open Catalog Interface en is een open standaard communicatieprotocol voor het plaatsen van een inkooporder in ERP-systemen waarbij de online catalogus van de toeleverancier wordt gebruikt.
OCI is een SAP-standaard en wordt als de standaard gezien voor communicatie tussen webshops (online catalogus) en ERP-systemen.. Door het gebruik van de online catalogus van de toeleverancier is het artikelbestand altijd compleet en up-to-date. Nadat de artikelen zijn geselecteerd worden deze via een speciaal opgemaakt formulier naar het ERP-systeem verstuurd en verwerkt en behandeld. Dit is de zogenaamde OCI PUNCHOUT. Nadat een inkooporder is gegenereerd wordt deze op een zelfde manier als andere inkooporders verwerkt.